# Будівельна фізика
Будівельна фізика — наука про фізичні явища і процеси, пов'язані з експлуатацією будинків і споруд; прикладна галузь фізики.

## Основні розділи
- Будівельна акустика
- Будівельна теплофізика
- Будівельна світлотехніка
- Теорія довговічності будівельних конструкцій і матеріалів
- Будівельна аеродинаміка
- Будівельна кліматологія
- Термодинаміка необоротних процесів

Будівельна теплофізика та будівельна світлотехніка пов'язані з використанням променистої енергії сонця та штучних джерел світла в архітектурі і будівництві.
Термодинаміка необоротних процесів вивчає явища перенесення енергії і речовини в огороджувальних конструкціях як єдиний процес.

## Області застосування
Методи будівельної фізики застосовують при розрахунку опору будівельних конструкцій фізико-кліматичним та фізико-хімічним атмосферним впливам та визначенні вимог до матеріалів і конструкцій, щоб забезпечити найсприятливіші для праці і відпочинку людини температурно-вологісні, акустичні і світлотехнічні умови. За допомогою цих методів також досліджують явища тепло- і масоперенесення в огороджувальних конструкціях; визначають фазові переходи (випаровування і замерзання рідини, конденсація її пари) і хімічні перетворення матеріалів (наприклад, твердіння бетону, окислення арматури). Дослідження будівельної фізики дозволяють коригувати технологію виготовлення будівельних матеріалів з заданими властивостями, контролювати їхню якість тощо.

## Будівельна фізика в Україні
При Академії будівництва України існує відділення «Будівельна механіка і будівельна фізика» (керівник відділення Баженов В. А., вчений-секретар Лізунов П. П.).
У Відділенні працюють двадцять два дійсні члени Академії будівництва України, які виконують дослідження в галузі будівельної механіки і будівельної фізики в наступних закладах:
- Науково-дослідному інституті будівельної механіки КНУБА (академіки Баженов В. А., Гоцуляк Є. 0., Гуляр 0. І., Дехтярюк Є. С., Лізунов П. П.),
- Київському національному університеті будівництва і архітектури (академіки Корбут В. П., Лисицький М. Ф., Малкін Е. С., Підгорний О. Л., Худенко А. А., Шкельов Л. Т.),
- Науково-дослідному інституті механіки швидкоплинних процесів Міносвіти і науки України (академік Верюжський Ю. В.),
- Національному транспортному університеті (академіки Піскунов В. Г., Рассказов 0. 0.),
- Національному технічному університеті України «Київський політехнічний інститут» (академік Сахаров О. С.),
- Полтавському технічному університеті (академік Строй А. Ф.),
- Придніпровській державній академії будівництва та архітектури (академік Прусаков О. П.),
- Одеській державній академії будівництва і архітектури (академік Темнов І. І.),
- Харківській державній академії міського господарства (академік Намітоков К. К.),
- Харківському державному технічному університеті будівництва та архітектури (академіки Редько О. Ф., Шеренков І. А.).

Дослідженнями у галузі будівельної фізики в Україні займається також Державний науково-дослідний інститут будівельних конструкцій.